# Gabriel Hanot
Gabriel Hanot (Arràs, 6 de novembre de 1889 - Engenthal, 10 d'agost de 1968) fou un futbolista francès de les dècades de 1900 i 1910.
Va jugar 12 partits amb la selecció de França entre 1908 i 1919. Quan abandonà el futbol esdevingué periodista, essent editor del diari L'Équipe. Fou un dels introductors del professionalisme a França l'any 1932, amb la creació de la Ligue 1. També fou un dels promotors de la Copa d'Europa de futbol.